# Chakaria Upazila
Chakaria Upazila är ett underdistrikt i Bangladesh. Det ligger i den sydöstra delen av landet, 270 km sydost om huvudstaden Dhaka.
Omgivningarna runt Chakaria Upazila är en mosaik av jordbruksmark och naturlig växtlighet. Runt Chakaria Upazila är det tätbefolkat, med 591 invånare per kvadratkilometer.